# Århus Amtssygehus
Århus Amtssygehus blev indviet i 1898 og var et selvstændigt sygehus frem til 1. januar 2004, hvor det blev en del af Aarhus Universitetshospital, Århus Sygehus. Det er beliggende ved Ringgaden i Aarhus, mellem Viborgvej og Silkeborgvej på Vesterbro i Aarhus Midtby.
Sygehuset lå oprindelig på Ingerslevs Boulevard, men flyttede 1935 til de nuværende bygninger, der er tegnet af arkitekt Axel Høeg-Hansen.
I 2004 fusioneres Århus Amtssygehus og Århus Kommunehospital til Aarhus Sygehus, som per 1. April 2007 fik navnet Aarhus Universitetshospital, Århus Sygehus.
Fredag 2.november 2018 lukkede hospitalet, og flyttede til Aarhus Universitetshospital i Skejby. Bygningerne overtages af Aarhus Kommune, der i 2015 købte  Amtssygehuset af Region Midtjylland for 400 millioner kroner.    

## Ekstern henvisning
1. ↑  "En epoke er slut: Sygehus på Tage-Hansens Gade lukker og slukker". 5. september 2018. Arkiveret fra originalen 4. november 2018. Hentet 4. november 2018.

- Wikimedia Commons har flere filer relateret til Århus Amtssygehus
- Århus AmtssygehusArkiveret 31. marts 2016 hos  Wayback Machine – hjemmeside fra Jydsk Medicinhistorisk Selskab Arkiveret 30. juni 2005 hos  Wayback Machine

| Lægevidenskab | Spire Denne artikel om lægevidenskab er en spire som bør udbygges. Du er velkommen til at hjælpe Wikipedia ved at udvide den. |

56°9′30″N 10°11′10″Ø / 56.15833°N 10.18611°Ø